# Shingo Araki
Shingo Araki (en japonès: 荒木 伸吾; en hepburn: Araki Shingo, 1 de gener de 1939 - 1 de desembre de 2011) va ser un artista d'animació i dissenyador de personatges japonès.

## Carrera
Va desenvolupar l'interès pel dibuix als cinc anys. Es va graduar a la prefectura d'Aichi. El 1955, als setze anys, va debutar com a dibuixant a la revista Machi. El 1965 es va incorporar als estudis Mushi Production com a animador i més tard va fundar el seu propi estudi: Studio Jaguar, creat el 1966. El 1970, va debutar com a director d'animació a la sèrie de televisió Ashita no Joe (en japonès: あしたのジョー, lit.  El Joe de demà), i més tard va treballar en les adaptacions a l'anime de diversos mangues de Go Nagai, com Devilman (1972), Cutie Honey (1973) i UFO Robo. Grendizer (1975), treballant com a dissenyador de personatges en els dos últims. Amb el seu treball a Cutie Honey, així com a Mahō no Mako-chan, Mahou Tsukai Chappy, Majokko Megu-chan i Hana no Ko Lunlun. Araki també va ser una figura important en les primeres sèries d'anime de gènere maho shōjo (Noia Màgica) produídes per Toei Animation a la dècada de 1970.
Solia col·laborar amb el director d'animació Michi Himeno, a qui va conèixer el 1973. Van formar Araki Production el 1975. Va treballar com a director d'animació a Goodbye Battleship Yamato: Warriors of Love, de 1978. Juntament amb Himeno, ha estat celebrat pel seu èxit. El duet Araki-Himeno va col·laborar en sèries de televisió i pel·lícules d'animació com Saint Seiya (1986–89), Saint Seiya Overture, a partir de 2004.
Alguns dels seus èxits són Majokko Megu-chan (1974), Lupin III (1977), Mugen Kido SSX (Captain Harlock, 1978), Versailles no Bara (Lady Oscar, 1979), Hana no Ko Lunlun (Angel, 1979, que comptava amb dissenys de personatges de Michi Himeno i animació d'Araki), i Fūma no Kojirō (1991). La seva fama internacional va arribar amb Saint Seiya (coneguda pel títol internacional Knights of the Zodiac, 1986), pel seu estil de dibuix dinàmic sumat a l'elegant dibuix de Michi. Aquest "Duel Dinàmic", tal com se'ls coneix, fou fonamental per a l'èxit de la sèrie.
Treballant per a Toei Animation i Tokyo Movie Shinsha, Araki també va ser animador de diverses produccions americanes i franceses que van subcontractar treballs d'animació al Japó, com ara Ulysses 31 (1981), Inspector Gadget (Temporada 1, 1983–84, animació), Mighty Orbots (1984, animació principal), The Adventures of the American Rabbit (1986) i GI Joe: The Movie (1987).

## Obres

### Sèrie de televisió d'anime
- Attack No. 1 (TV) 1969. Animació
- Ashita no Joe (lit. "El Joe de demà") (TV) 1970. Director d'animació (episodis 4,6,9,13,16,18,21,23,26,30,34,40,47,50,56,62,66,71,76)
- Mahō no Mako-chan (TV) 1970. Director d'animació (episodis 30,34,42)
- Moonlight Mask (TV) 1972. Animació
- Mahou Tsukai Chappy (TV) 1972. Director d'animació.
- Devilman (TV) 1972. Director d'animació (episodi 4)
- Cutie Honey (TV) 1973. Disseny de personatges, director d'animació.
- Babel II (TV) 1973. Disseny de personatges, director d'animació.
- Majokko Megu-chan (TV) 1974. Disseny de personatges, director d'animació.
- UFO Robot Grendizer (TV) 1975. Disseny de personatges, director d'animació.
- New Star of Giants (TV) 1977. Director d'animació.
- Wakusei Robo Danguard Ace (TV) 1977. Disseny de personatges, director d'animació.
- Galaxy Express 999 (TV) 1978. Disseny de personatges.
- Hana no Ko Lunlun (TV) 1979. Animació (OP i primer episodi). El disseny de personatges per la sèria va anar a càrrec de Michi Himeno.
- New Star of Giants II (TV) 1979. Disseny de personatges.
- The Rose of Versailles (TV) 1979. Disseny de personatges, director d'animació.
- Ulysses 31 (TV) 1981. Director d'animació en cap.
- Baxinger (TV) 1982. OP animador.
- Arcadia of My Youth: Endless Orbit SSX (TV) 1982. Director d'animació.
- Ai Shite Knight (TV) 1983. Director d'animació.
- Lupin III Part III (TV) 1984. Supervisor de disseny, director d'animació (Araki Production)
- Glass Mask (TV) 1984. OP Animador (sovint acreditat erròniament com Disseny de personatges).
- Mighty Orbots (TV) 1984. Animació.
- Tongari Boushi no Memoru (TV) 1984. Director d'animació.
- Maple Town (TV) 1986. Director d'animació.
- Saint Seiya (TV) 1986. Disseny de personatges, director d'animació.
- Yokoyama Mitsuteru Sangokushi (TV) 1991. Disseny de personatges, director d'animació.
- Aoki Densetsu Shoot! (TV) 1993. Disseny de personatges, Animation director.
- Gegege no Kitaro (TV 4/1996). Disseny de personatges.
- Kindaichi Case Files (TV) 1997. Disseny de personatges.
- Yu-Gi-Oh! (TV) 1998. Disseny de personatges.
- Yu-Gi-Oh! Duel Monsters (TV) 2000. Disseny de personatges.
- Ring ni Kakero 1: Carnival Champion Hen (TV) 2004. Disseny de personatge, director d'animació en cap.
- Ring ni Kakero 1: Nichibei Kessen Hen (TV) 2006. Disseny de personatges.

### Pel·lícules
- Panda! Go, Panda! (pel·lícula) 1972. Animació.
- Cutie Honey (pel·lícula) 1974. Director d'animació.
- Majokko Megu-chan (pel·lícula) 1974. Director d'animació.
- Ikkyū-san Chiekurabe (pel·lícula) 1977. Director d'animació.
- Farewell to Space Battleship Yamato (pel·lícula) 1978. Director d'animació.
- Ashita no Joe (pel·lícula) 1980. Director d'animació.
- Cobra: Space Adventure (pel·lícula) 1982. Animació.
- The Adventures of the American Rabbit (pel·lícula) 1986. Animació.
- Saint Seiya: Evil Goddess Eris (pel·lícula) 1987. Disseny de personatges, animació en cap, director d'animació.
- Saint Seiya: The Heated Battle of the Gods (pel·lícula) 1988. Disseny de personatges, disseny d'animació principal, director d'animació.
- Saint Seiya: Legend of Crimson Youth (pel·lícula) 1988. Disseny de personatges, disseny d'animació principal, director d'animació.
- La rosa de Versalles (pel·lícula) 1990. Director d'animació.
- Aoki Densetsu Shoot! (pel·lícula) 1990. Director d'animació.
- Gegege no Kitaro: Daikaijū (pel·lícula) 1996. Disseny de personatges, director d'animació.
- Kindaichi Case Files Operaza Kan Saigo no Satsujin (especial) (pel·lícula) 1996. Disseny de personatges, director d'animació.
- Gegege no Kitaro: Yōkai Tokkyū! Maboroshi no Kisha (pel·lícula) 1997. Disseny de personatges, director d'animació.
- Kindaichi Case Files 2 - Satsuriku no Deep Blue (pel·lícula) 1999. Disseny de conceptes de personatges.
- Yu-Gi-Oh! (pel·lícula) 1999. Director d'animació.
- The Siamese - First Mission (pel·lícula) 2001. Disseny de personatges (principal).
- Saint Seiya Heaven Chapter: Overture (pel·lícula) 2004. Disseny de personatges, director d'animació.

### Animacions de vídeo originals
- Okubyo na Venus (OAV/VHS)1986. Director d'animació.
- Amon Saga (OAV)1986. Disseny de personatges, Supervisor d'animació, Animador clau.
- Fuma no Kojirou: Yasha-hen (OAV)1989. Disseny de personatges.
- Fuma no Kojirou: Seiken Sensou-hen (OAV)1990. Disseny de personatges.
- Fuma no Kojirou: Fuma Hanran-hen (OAV)1992. Disseny de personatges, director d'animació.
- Dragon Fist (OAV) 1991. Disseny de personatges, director d'animació.
- Babel II (OAV)1992. Disseny de personatges.
- Saint Seiya: The Hades Chapter - Santuari (OAV) 2002. Disseny de personatges, director en cap d'animació.
- Saint Seiya: The Hades Chapter - Inferno (OAV)2005, 2006. Disseny de personatges, director en cap d'animació.
- Saint Seiya: The Hades Chapter - Elysion (OAV)2008. Disseny de personatges, director en cap d'animació.

### Videojocs
- BURAI: Jōken (videojoc). Disseny de personatges.
- BURAI: Gekan - Kanketsu-hen (videojoc). Disseny de personatges.
- BURAI: Hachigyoku no Yūshi Densetsu (videojoc). Disseny de personatges.
- BURAI II: Yami Kōtei no Gyakushū (videojoc). Disseny de personatges.